# Caciotta
La caciotta è un formaggio italiano, prevalentemente diffuso nella parte centro-meridionale del Paese.

## Descrizione
Le forme sono basse e cilindriche e pesano fino a 1 chilogrammo. Si consuma fresco o stagionato e la crosta morbida e gialla circonda una pasta bianca o giallastra, di consistenza morbida e sapore delicato. Può essere prodotta con latte vaccino, bufalino, caprino, ovino, o misto. Il termine "caciotta" si applica, spesso in modo generico, a numerosi formaggi artigianali e industriali.

## Riconoscimenti
La Casciotta d'Urbino ha ottenuto il riconoscimento DOP.
In alcune regioni italiane la caciotta è un prodotto agroalimentare tradizionale, tra cui:
- Abruzzo : caciotta di vacca e caciotta vaccina frentana
- Campania: caciotta di capra dei Monti Lattari, caciottina canestrata di Sorrento
- Emilia-Romagna e Marche: caciotta e caciotta vaccina al caglio vegetale
- Friuli-Venezia Giulia: caciotta caprina
- Lazio: Caciotta dei Monti della Laga, Caciotta della Sabina (semplice e alle erbe), Caciotta di bufala (Pontina), Caciotta di mucca, Caciotta di vacca ciociara (semplice ed aromatizzata), Caciotta genuina romana, Caciotta mista ai bronzi, Caciotta mista della Tuscia, Caciotta mista ovi-vaccina del Lazio, Caciottina di bufala di Amaseno (semplice e aromatizzata)
- Liguria: caciotta di Brugnato
- Trentino-Alto Adige: Innichner butterkäse/caciottina montanara
- Sicilia: caciotta degli Elimi
- Toscana: caciotta della Lunigiana, caciotta di pecora, caciotta dolce, caciotta stagionata, caciotta di latte di capra dell'isola di Capraia
- Umbria: caciotta e caciotta al tartufo
- Veneto: caciotta misto pecora